# 1967年军以上干部会议
1967年军以上干部会议，是1967年2月26日至3月25日在北京举行的一次中国人民解放军高层会议。
此次会议主要目的是国务院总理周恩来和中央军委秘书长叶剑英希望通过借助军队力量，动员军队帮助地方抓春耕生产。
因为在会议中出现陈伯达、康生在会上对国家主席刘少奇进行全面攻击。3月20日，中共中央副主席林彪在讲话中在军队中鼓吹文革的贡献和功劳。部分史学家认为，此次会议也在打倒国家主席刘少奇，要求军队高层正确对待“文化大革命”，统一军队高级干部的思想。